# Christopher Beckmann
Christopher Beckmann (Albany, 9 ottobre 1986) è un ex sciatore alpino statunitense.

## Biografia
Discesista puro originario di Guilderland e attivo in gare FIS dal gennaio del 2002, in Nor-Am Cup Beckmann esordì l'8 febbraio 2003 a Le Massif (36º) e ottenne la prima vittoria, nonché primo podio, il 26 febbraio 2004 a Big Mountain; l'anno dopo ai Mondiali juniores di Bardonecchia 2005 vinse la medaglia d'argento. Esordì in Coppa del Mondo il 26 novembre 2005 a Lake Louise (53º) e l'8 dicembre seguente ottenne nella medesima località la seconda e ultima vittoria in Nor-Am Cup; ai successivi Mondiali juniores di Québec 2006 vinse la medaglia d'oro e il 16 marzo dello stesso anno conquistò a Åre il suo miglior piazzamento in Coppa del Mondo (19º).
Prese per l'ultima volta il via in Coppa del Mondo il 21 gennaio 2007 a Val-d'Isère (41º) e ottenne l'ultimo podio in Nor-Am Cup il 10 dicembre 2009 a Lake Louise (3º); si ritirò durante quella stessa stagione 2009-2010 e la sua ultima gara fu la discesa libera dei Campionati statunitensi 2010, disputata il 27 febbraio ad Aspen e chiusa da Beckmann al 5º posto. Non prese parte a rassegne olimpiche o iridate.

## Palmarès

### Mondiali juniores
- 2 medaglie:
  - 1 oro (discesa libera a Québec 2006)
  - 1 argento (discesa libera a Bardonecchia 2005)

### Coppa del Mondo
- Miglior piazzamento in classifica generale: 148º nel 2006

### Coppa Europa
- Miglior piazzamento in classifica generale: 44º nel 2008
- 1 podio:
  - 1 vittoria

#### Coppa Europa - vittorie
| Data            | Località  | Paese  | Specialità |
| --------------- | --------- | ------ | ---------- |
| 25 gennaio 2008 | Sarentino | Italia | SG         |

Legenda:

SG = supergigante

### Nor-Am Cup
- Miglior piazzamento in classifica generale: 11º nel 2006
- 7 podi:
  - 2 vittorie
  - 1 secondo posto
  - 4 terzi posti

#### Nor-Am Cup - vittorie
| Data             | Località     | Paese       | Specialità |
| ---------------- | ------------ | ----------- | ---------- |
| 26 febbraio 2004 | Big Mountain | Stati Uniti | DH         |
| 8 dicembre 2005  | Lake Louise  | Canada      | DH         |

Legenda:

DH = discesa libera

### Campionati statunitensi
- 2 medaglie:
  - 2 bronzi (discesa libera nel 2005; discesa libera nel 2008)